# Ciara Horne
Ciara Maurizia Horne (Harrow, 17 settembre 1989) è un'ex pistard e ciclista su strada britannica con cittadinanza irlandese, vincitrice dei titolo europei 2014 e 2015 di inseguimento a squadre.

## Palmarès

### Pista
- 2013

Glasgow Revolution Series, Scratch
- 2014

Campionati europei, Inseguimento a squadre (con Katie Archibald, Elinor Barker e Laura Kenny)
1ª prova Coppa del mondo 2014-2015, Inseguimento a squadre (Guadalajara, con Elinor Barker, Amy Roberts e Laura Kenny)
2ª prova Coppa del mondo 2014-2015, Inseguimento a squadre (Londra, con Katie Archibald, Elinor Barker e Laura Kenny)
- 2015

Campionati britannici, Inseguimento a squadre (con Katie Archibald, Joanna Rowsell e Sarah Storey)
Campionati europei, Inseguimento a squadre (con Katie Archibald, Elinor Barker, Laura Kenny e Joanna Rowsell)

## Piazzamenti

### Competizioni mondiali
- Campionati del mondo su pista

Londra 2016 - Inseguimento a squadre: 3ª
- Campionati del mondo su strada

Doha 2016 - Cronosquadre: 3ª

### Competizioni europee
- Campionati europei su pista

Pruszków 2010 - Inseguimento a squadre: 12ª
Anadia 2011 - Inseguimento individuale Under-23: 6ª
Anadia 2011 - Omnium Under-23: 13ª
Apeldoorn 2011 - Inseguimento a squadre: 7ª
Baie-Mahault 2014 - Inseguimento a squadre: vincitrice
Baie-Mahault 2014 - Scratch: 25ª
Grenchen 2015 - Inseguimento a squadre: vincitrice
Grenchen 2015 - Inseguimento individuale: 3ª